# Mahlstetten
Mahlstetten ist eine Gemeinde im Landkreis Tuttlingen in Baden-Württemberg.

## Geographie

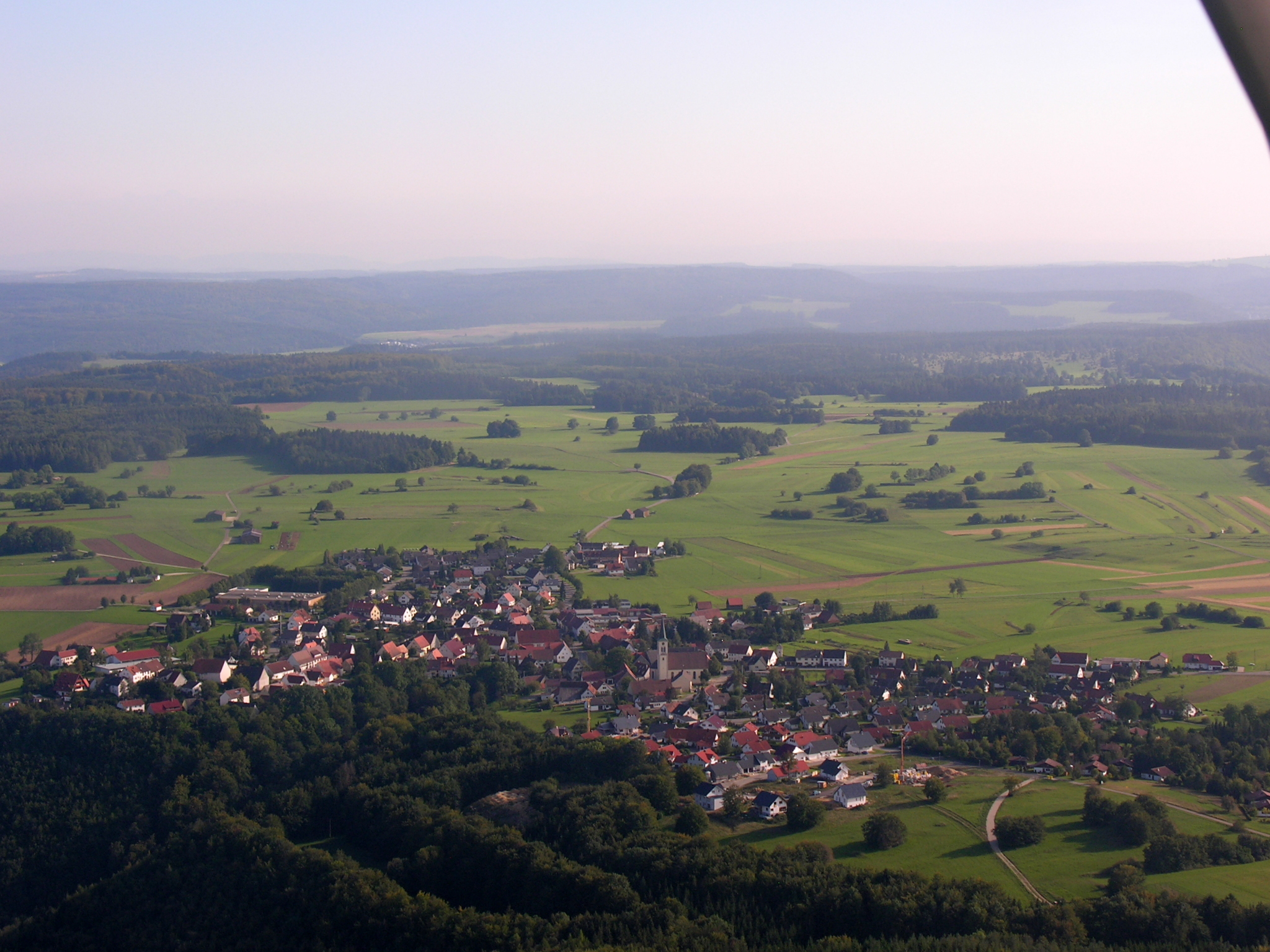
Mahlstetten

### Geographische Lage
Mahlstetten liegt auf dem Großen Heuberg, einer Hochfläche im Südwesten der Schwäbischen Alb, gut zehn Kilometer nördlich der Kreisstadt Tuttlingen.

### Nachbargemeinden
Die umliegenden Gemeinden sind im Norden Böttingen, im Osten Renquishausen und Kolbingen, im Süden die Stadt Mühlheim an der Donau und im Westen Dürbheim.

### Gemeindegliederung
Zur Gemeinde Mahlstetten gehören das Dorf Mahlstetten und die Häuser Aggenhausen, Lippachmühle und Lippachölmühle.
Aggenhausen ist eine im 17. Jahrhundert abgegangene Ortschaft und liegt am oberen Ende des Ursentals.

### Schutzgebiete
In Mahlstetten liegen die Landschaftsschutzgebiete Sommerschafweide Aggenhauser Weiler und Bühl, Scheibenbühl und Bühle und Donautal mit Bära- und Lippachtal.
Mahlstetten hat zudem Anteil am FFH-Gebiet Großer Heuberg und Donautal sowie am Vogelschutzgebiet Südwestalb und Oberes Donautal. Darüber hinaus gehört Mahlstetten zum Naturpark Obere Donau.

## Geschichte

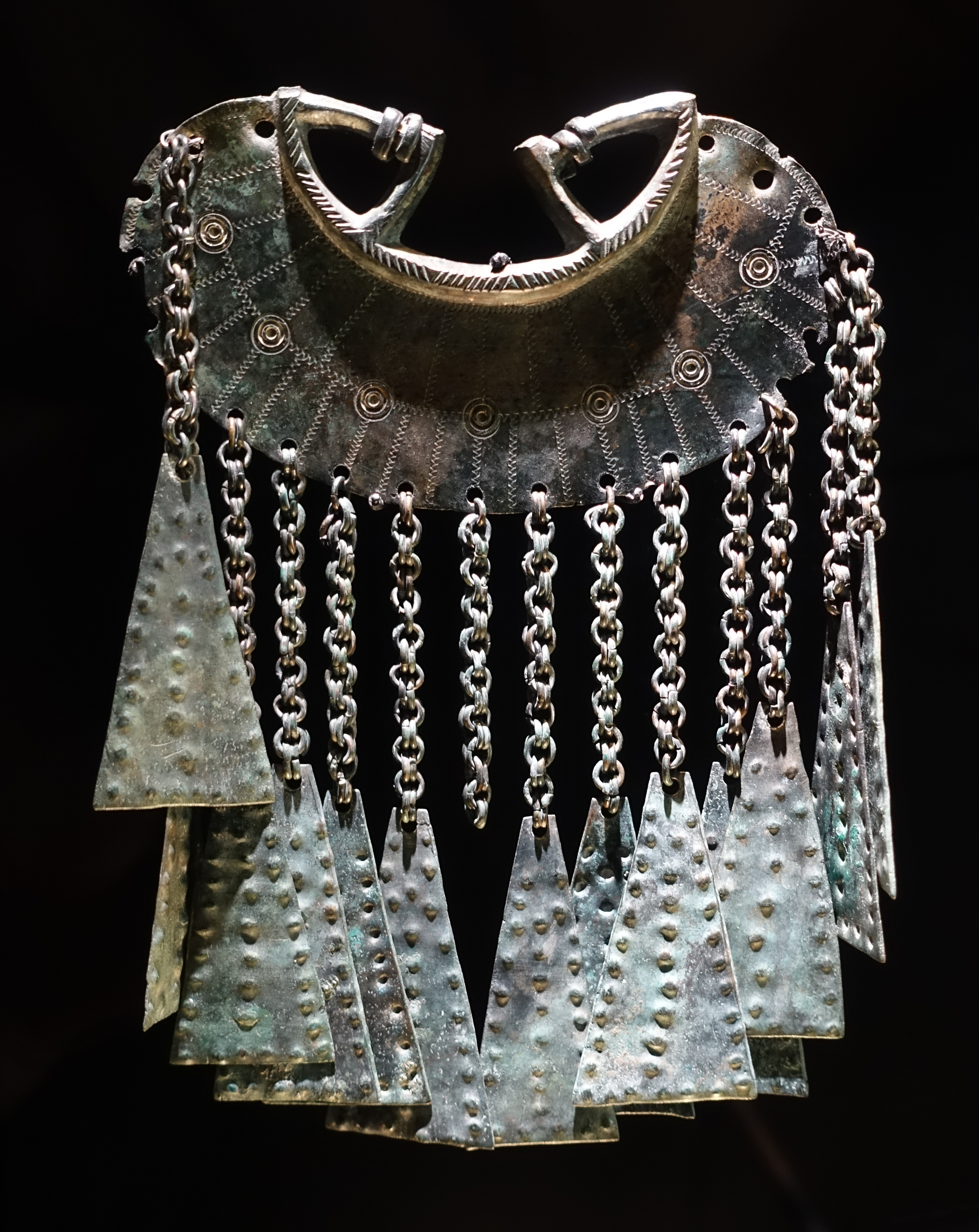
Rassel aus einem Frauengrab in Mahlstetten, 7. oder 6. Jahrhundert v. Chr.

### Mittelalter
Die Gemeinde Mahlstetten wurde zum ersten Mal 1253 urkundlich erwähnt. Das Dorf befand sich zu der Zeit im Gebiet des Herzogtums Schwaben. Nach dessen Auflösung war es wie Böttingen und Königsheim im Besitz der Grafen von Zollern und des Klosters Beuron und wurde 1303 an Bischof Heinrich II. von Konstanz verpfändet. 1391 gelangte Mahlstetten an die Herren von Weitingen und 1409 an die Herren von Enzberg. Für die überwiegende Zeit bis Mediatisierung war Mahlstetten somit Bestandteil der Herrschaft Mühlheim.

### Neuzeit
Von 1659 bis 1701 gehörte das Dorf zeitweilig den Herren von Bodman. Ab 1701 bis 1805 waren wieder die Herren von Enzberg im Besitz von Mahlstetten. Im Zuge der Mediatisierung fiel der Ort 1805 an Württemberg.
Im Königreich Württemberg wurde das Dorf 1810 dem Oberamt Spaichingen zugeordnet. Durch die Gebietsreform während der NS-Zeit in Württemberg gelangte Mahlstetten 1938 zum Landkreis Tuttlingen. Nach dem Zweiten Weltkrieg fiel Mahlstetten der Französischen Besatzungszone zu und kam somit zum Nachkriegsland Württemberg-Hohenzollern, welches 1952 im Bundesland Baden-Württemberg aufging.

### Religion
Das katholisch geprägte Dorf gehört zu den sechs Kirchengemeinden der Seelsorgeeinheit Oberer Heuberg mit Pfarrsitz in Böttingen im Dekanat Tuttlingen-Spaichingen der Diözese Rottenburg-Stuttgart. Die katholische Pfarrkirche St. Konrad in Mahlstetten wurde in den Jahren 1852 bis 1853 an Stelle einer 1657 errichteten älteren Kirche erbaut.

## Politik

### Verwaltungsgemeinschaft
Die Gemeinde ist Mitglied der Vereinbarten Verwaltungsgemeinschaft der Stadt Spaichingen.

### Gemeinderat
Der Gemeinderat in Mahlstetten besteht aus den acht ehrenamtlichen Gemeinderäten und dem Bürgermeister als Vorsitzendem. Der Bürgermeister ist im Gemeinderat stimmberechtigt. Bei der  Kommunalwahl am 9. Juni 2024 wurde der Gemeinderat durch Mehrheitswahl gewählt. Mehrheitswahl findet statt, wenn kein oder nur ein Wahlvorschlag eingereicht wurde. Die Bewerber mit den höchsten Stimmenzahlen sind dann gewählt.

### Bürgermeister
- 1992–2016: Gerhard Minder (* 1954, CDU, zugleich Bürgermeister von Böttingen 1984–2016)[5]
- seit 2016: Helmut Götz (CDU, zugleich Bürgermeister von Balgheim 2004–2020)
- seit 2021: Benedikt Buggle (CDU, zugleich Bürgermeister von Böttingen)

Da der bisherige Bürgermeister Helmut Götz seinen Rücktritt angekündigt hatte, fand am 31. Januar 2021 eine Bürgermeisterwahl statt. Gewählt wurde Benedikt Buggle (* 1982, CDU), der seit 2016 Bürgermeister von Böttingen ist; er wird zukünftig in beiden Gemeinden parallel Bürgermeister sein.

## Tourismus, Kultur und Sehenswürdigkeiten

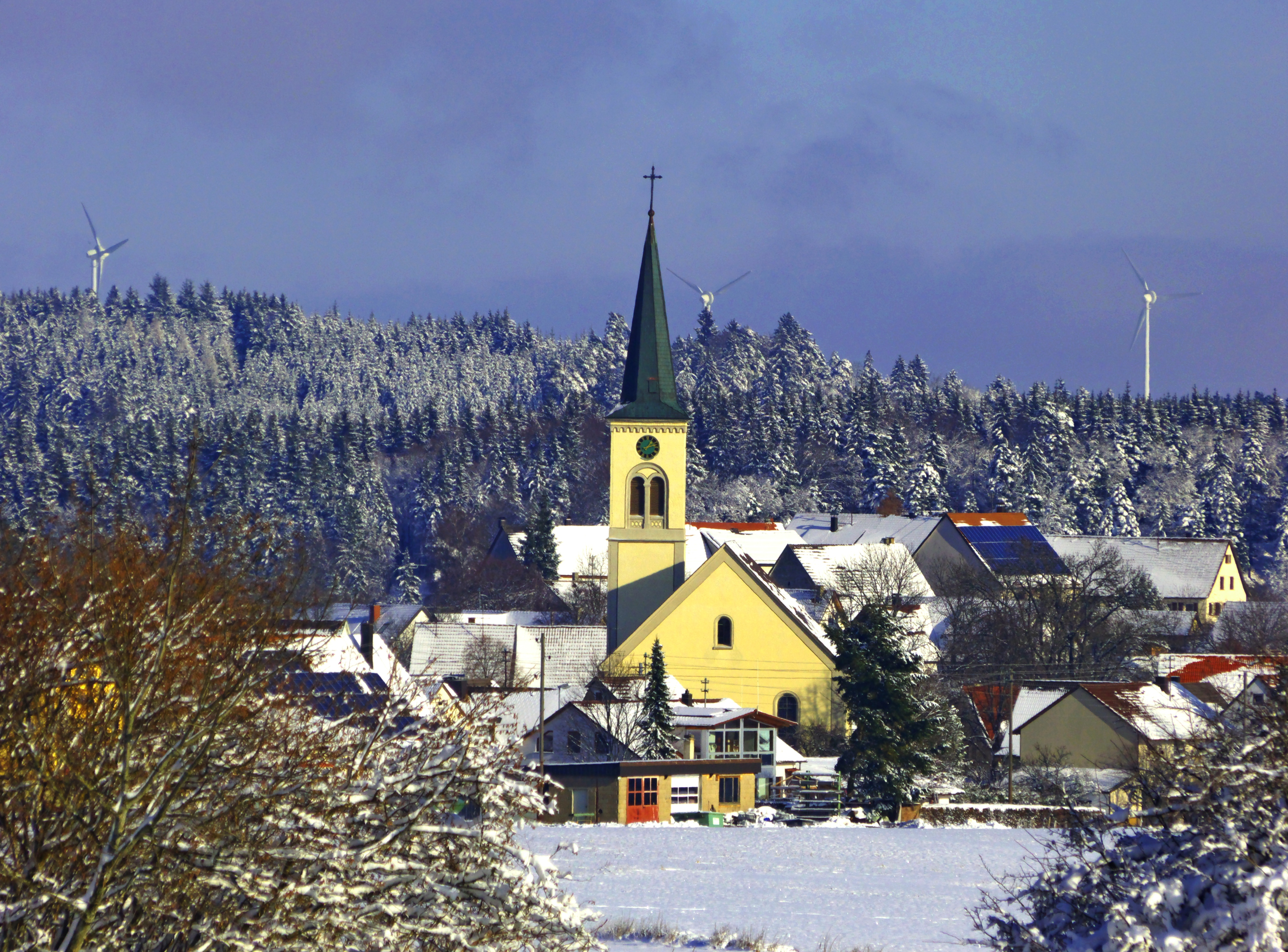
Blick auf Mahlstetten

### Tourismusverband
Die Kommune ist dem Tourismusverband „Donaubergland“ angeschlossen.

### Bauwerke

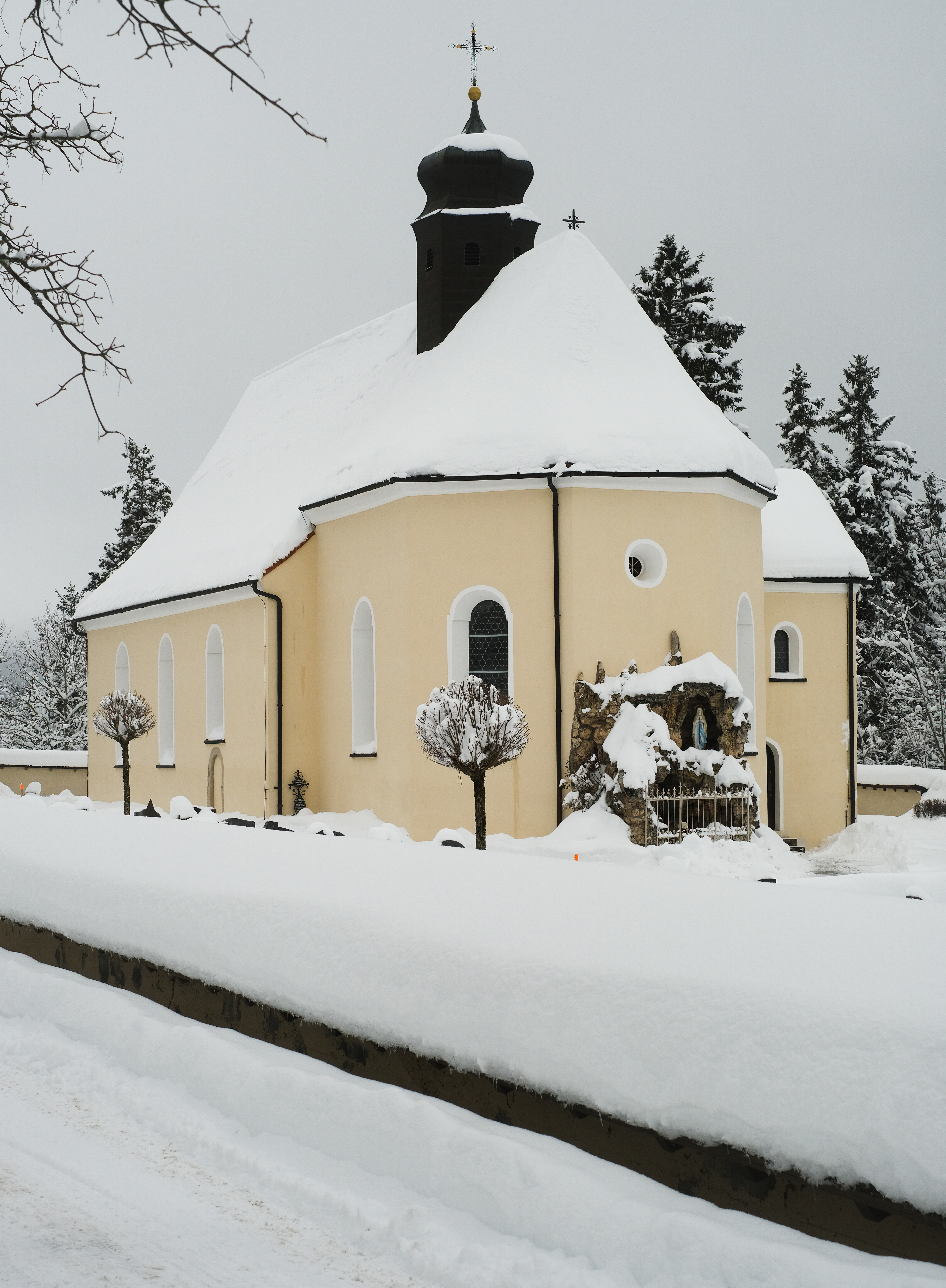
Wallfahrtskapelle Aggenhausen

Die barocke Wallfahrtskirche Aggenhausen mit dem Friedhof von Mahlstetten befindet sich rund einen Kilometer vom Ort entfernt, in Richtung Spaichingen.

### Sport
Mahlstetten ist vor allem durch seine Wintersportmöglichkeiten bekannt. Das Angebot erstreckt sich über zwei Skilifte bis hin zur elf Kilometer langen Mahlstetter Loipe.
Im Sommer kann man in diesem Gebiet Wanderungen durch die Feld- und Waldflur unternehmen. Von den höheren Lagen kann man bei guter Fernsicht die Alpen von Bayern über Österreich, Schweiz bis nach Frankreich sehen.
Des Weiteren gibt es in Mahlstetten den Hochseilgarten des Abenteuerwaldes „Hirschwaslos“.

### Radfernweg
Durch Mahlstetten verläuft als Landes-Radfernweg der Schwäbische-Alb-Radweg. Er führt über die ganze Schwäbische Alb vom Bodensee nach Donauwörth. Er verläuft dabei von Tuttlingen über den Mühlheimer Ortsteil Stetten nach Mahlstetten und weiter über Böttingen, Gosheim und Wehingen nach Balingen.